# ヤン・ポール・ファン・ヘッケ
ヤン・ポール・ファン・ヘッケ（Jan Paul van Hecke、2000年6月8日 - ）は、オランダ・ゼーラント州アルネマイデン出身のサッカー選手。ブライトン・アンド・ホーヴ・アルビオンFC所属。オランダ代表。ポジションはDF。

## 経歴
オランダ、ゼーラント州の小さな漁村アルネマイデンに生まれた。兄がサッカーをしていた影響で自身もサッカーを始め、2013年に地元アマチュアクラブのJVOZに加入した。ここで4年を過ごし、自身初のプロクラブNACブレダのU-19チームに移った。
2018-19シーズン、トップチームにおける公式戦出場は無かったが、数回のベンチ入りを経験した。翌シーズンの2019年8月16日、ヘルモント・スポルトとのリーグ戦にてトップチームデビュー。ファン・ヘッケはこのシーズン公式戦通算16試合に出場し、4ゴールを挙げた。
2020年6月、ASモナコやAZアルクマールなどから関心が寄せられたが、29日にプレミアリーグのブライトン・アンド・ホーヴ・アルビオンFCがファン・ヘッケを獲得した。また、2020-21シーズンはSCヘーレンフェーンにレンタルされる。
2021年8月29日、ブラックバーン・ローヴァーズFCへレンタル移籍。
2022年5月31日、ローン期間が終了し、ブライトンに戻ってきたヘッケは、初年度からビッグネームの片鱗を見せると、翌23-24シーズンからは主力に定着。安定したボールさばきと圧倒的な守備力でブライトンの守備力強化に大幅貢献。